# Maison du Prieur de Cunault
La maison du Prieur de Cunault est une maison située à Chênehutte-Trèves-Cunault, en France.

## Localisation
La maison est située dans le département français de Maine-et-Loire, sur la commune de Chênehutte-Trèves-Cunault.

## Historique
L'édifice est inscrit au titre des monuments historiques en 1926.